# Salmo 44
Il salmo 44 (43 secondo la numerazione greca) costituisce il quarantaquattresimo capitolo del Libro dei salmi.
È tradizionalmente attribuito ai figli di Core.